# Pensionsfonds (Deutschland)
Ein Pensionsfonds ist in Deutschland eine versicherungsähnliche, rechtlich selbständige Versorgungseinrichtung, die dem Arbeitnehmer oder seinen Hinterbliebenen einen Rechtsanspruch auf ihre Leistungen gewährt (§ 1b Abs. 3 S. 1 BetrAVG). Pensionsfonds können die Rechtsform einer Aktiengesellschaft oder eines Pensionsfondsvereins auf Gegenseitigkeit (eine besondere Form eines Versicherungsvereins auf Gegenseitigkeit (VVaG)) haben (§ 237 Abs. 3 Nr. 1 VAG). Pensionsfonds wurden in Deutschland ab dem 1. Januar 2002 als fünfter Durchführungsweg der betrieblichen Altersversorgung (neben Direktzusage, Unterstützungskasse, Pensionskasse und Direktversicherung) eingeführt. Die BaFin nennt 35 Pensionsfonds mit Geschäftstätigkeit in Deutschland (Stand: November 2022).

## Gesetzliche Definition
Nach § 236 VAG ist der Pensionsfonds eine rechtsfähige Versorgungseinrichtung, die
- im Wege des Kapitaldeckungsverfahrens Leistungen der betrieblichen Altersversorgung für einen oder mehrere Arbeitgeber zugunsten von Arbeitnehmern erbringt,
- die Höhe der Leistungen oder die Höhe der für diese Leistungen zu entrichtenden künftigen Beiträge nicht für alle Leistungsfälle garantieren darf,
- den Arbeitnehmern einen eigenen Anspruch auf Leistung gegen den Pensionsfonds einräumt und
- verpflichtet ist, die Altersversorgungsleistung als lebenslange Zahlung oder als Einmalkapitalzahlung zu erbringen (die Altersrente kann mit einem teilweisen Kapitalwahlrecht von maximal 30 % verbunden werden).

Pensionsfonds werden durch Beiträge eines oder mehrerer Trägerunternehmen und die daraus resultierenden Erträge finanziert. Die Beiträge können auch im Wege der Entgeltumwandlung durch den Arbeitnehmer erbracht werden (§ 1a Abs. 1 Satz 1 BetrAVG).

## Rechtsbeziehungen bei einem Pensionsfonds
Der Arbeitnehmer erhält vom Arbeitgeber für die betriebliche Altersversorgung ein Versorgungsversprechen über den Durchführungsweg des Pensionsfonds. Der Arbeitgeber vereinbart mit dem Pensionsfonds einen Pensionsfondsvertrag mit einem Pensionsplan, in dem die Beitragszahlungen und die Art der Leistungen bestimmt werden. Der Pensionsfonds gewährt den begünstigten Arbeitnehmern im Gegenzug einen Rechtsanspruch auf die Versorgungsleistungen.

## Leistungen
Ein Pensionsfonds kann versicherungsartige Leistungen anbieten, so beispielsweise lebenslange Altersleistungen mit Mindestgarantie nach § 1 Abs. 1 Satz 1 Nr. 4 AltZertG. In diesem Fall unterliegt er wie eine Lebensversicherung Anlagevorschriften, vor allem muss er einen Höchstrechnungszins von seit 1. Januar 2025 1,0 % und die Kapitalanlagevorschriften nach dem Versicherungsaufsichtsgesetz (§§ 124 und 125 VAG) berücksichtigen. Die Einstandspflicht des Arbeitgebers ist auf den Insolvenzfall des Pensionsfonds begrenzt.
Zum anderen kann ein Pensionsfonds seit der VAG-Novelle 2005 nicht-versicherungsförmige Leistungen anbieten, bei denen keine Mindestleistung garantiert wird, sondern sich die Leistung aus den erbrachten Beiträgen sowie den erzielten Erträgen ergibt. In diesem Falle gelten keine quantitativen Vorgaben beim Zins oder bei den Anlagequoten. Allerdings ist dann der Arbeitgeber zu (nicht befristeten) Beitragszahlungen auch in der Rentenbezugszeit verpflichtet. Falls das Fondsvermögen nicht ausreicht, die betrieblich zugesagten Leistungen zu erfüllen, muss der Arbeitgeber in diesem Fall für laufende Leistungen (nicht für Anwartschaften) Nachschüsse erbringen (§ 236 Abs. 2 VAG).
Grundsätzlich sind für Pensionsfonds insbesondere Rentenleistungen vorgesehen. Unschädlich ist jedoch, wenn bei Eintreten des Versorgungsfalls eine Kapitalleistung von bis zu 100 % des angesparten Kapitals als Einmalauszahlung erfolgt. Gemäß VAG  belaufen sich die Leistungen zumindest in Höhe der Summe der dem Pensionsplan zugeführten Beiträge. Die Leistungen aus dem Pensionsfonds unterliegen der vollen Steuerpflicht (nachgelagerte Besteuerung).
Der Arbeitnehmer kann unverfallbare Ansprüche bei einem Arbeitgeberwechsel mitnehmen. Entgeltumwandlungen führen zu Ansprüchen, die sofort unverfallbar sind, für arbeitgeberfinanzierte Versorgungen gilt regelmäßig die gesetzliche Unverfallbarkeit.
Soweit der Arbeitnehmer einen Anspruch auf Entgeltumwandlung für betriebliche Altersversorgung nach § 1a Abs. 1 BetrAVG hat, kann er verlangen, dass die Voraussetzungen für eine Förderung nach den §§ 10a, 82 Abs. 2 des Einkommensteuergesetzes erfüllt werden (Riesterförderung).
Auch wenn ein Arbeitgeber Altersvorsorgeleistungen mittels des Durchführungsweges „Pensionsfonds“ gewährt, muss eine Absicherung durch den Pensionssicherungsverein gegen Insolvenz erfolgen. Hierdurch wird nicht das Risiko einer Insolvenz des Pensionsfonds abgedeckt, sondern ein möglicher Ausfall des Arbeitgebers für die Nachschusspflicht. Entsprechend sind die Beiträge zum PSVaG durch den Arbeitgeber zu erbringen. Sie betragen 20 % der im Falle einer gleichartigen Direktzusage oder Unterstützungskasse zu erbringenden Beiträge.

## Finanzierung
Die Finanzierung der Leistungen der betrieblichen Altersversorgung muss im Kapitaldeckungsverfahren erfolgen. Das Kapital wird vom Pensionsfonds vorwiegend in Aktien und Anleihen angelegt. Bei der Kapitalanlagepolitik unterliegt der Pensionsfonds geringeren Beschränkungen als Pensionskassen oder Lebensversicherungsunternehmen. Dadurch soll eine höhere Rendite erreicht werden können. Andererseits bestehen auch höhere Risiken der Kapitalanlage. Der Beitrag an den Pensionsfonds kann, je nach Pensionsfonds, auch zum Teil finanziert und/oder über mehrere Jahre gestreckt werden. Trotz vollständiger Auslagerung zum heutigen Zeitpunkt und der damit verbundenen Vorteile aus steuerlicher und rechtlicher Sicht, kann sich das Unternehmen dadurch hinsichtlich der zur Verfügung stehenden Liquidität entlasten und bestehende Lücken kontinuierlich abbauen. Die Pensionszusage verschwindet aus der Bilanz.

## Zulassung und Überwachung
Ein Pensionsfonds muss in Deutschland nach § 236 Abs. 4 VAG von der Bundesanstalt für Finanzdienstleistungsaufsicht (BaFin) zugelassen werden und unterliegt – als weitgehend versicherungsförmiges Konzept – auch nach Zulassung der Aufsicht durch diese. Deutsche Pensionsfonds unterscheiden sich damit wesentlich von Pensionsfonds im Ausland, die meist nur reine vom Arbeitgeber organisatorisch oder auch rechtlich getrennte Sondervermögen sind, die den Arbeitnehmern keine bestimmten Leistungen garantieren, sondern ausschließlich entsprechend dem erzielten Kapitalanlageerfolg leisten.
In Deutschland zugelassene Pensionsfonds können daher nur mit vorheriger besonderer Genehmigung der Aufsichtsbehörde grenzüberschreitend tätig werden.
Obwohl viele Pensionsfondsverträge alle Merkmale eines Versicherungsvertrages beinhalten, wird angenommen, dass die für Versicherungsverträge oder Versicherer geltenden Rechtsvorschriften nur dann gelten, wenn sie eine ausdrückliche Ausweitung auch auf Pensionsfonds bestimmen. Dies ist z. B. bei vielen Vorschriften des Versicherungsaufsichtsgesetzes oder des Handelsgesetzbuches der Fall, nicht aber beim Versicherungsvertragsgesetz.

## Größte Pensionsfonds in Deutschland
Die folgende Liste gibt die größten Pensionsfonds in Deutschland nach Bilanzsumme im Jahr 2022 wieder, sie umfasst sowohl Unternehmen zugehörige Pensionsfonds als auch Wettbewerbspensionsfonds:
| #  | Name                               | Bilanzsumme (in Mio. €) |
| -- | ---------------------------------- | ----------------------- |
| 01 | Mercedes-Benz Pensionsfonds        | 6.320                   |
| 02 | Bosch Pensionsfonds                | 5.777                   |
| 03 | Metzler Pensionsfonds              | 5.310                   |
| 04 | Willis Towers Watson Pensionsfonds | 4.128                   |
| 05 | IBM Deutschland Pensionsfonds      | 4.016                   |
| 06 | Siemens Pensionsfonds              | 3.204                   |
| 07 | Allianz Pensionsfonds              | 3.018                   |
| 08 | RWE Pensionsfonds                  | 2.510                   |
| 09 | R+V Pensionsfonds                  | 2.302                   |
| 10 | DEVK Pensionsfonds                 | 2.019                   |
| 11 | TK Pensionsfonds                   | 1.917                   |

Die 30 statistisch erfassten deutschen Pensionsfonds kommen 2020 auf eine Gesamt-Bilanzssumme von 54,5 Milliarden Euro, davon entfallen auf die größten zehn Pensionsfonds 41,9 Milliarden Euro und auf die größten fünf 26,9 Milliarden Euro. Zum Vergleich: In den USA hielten Pensionsfonds 2022 ein Volumen von 35 Billionen Dollar bzw. fast das 650-fache (pro Kopf gerechnet das 160-fache). Allerdings kann sich die Definition eines Pensionsfonds zwischen beiden Ländern in Teilen unterscheiden.